# Aldea de Tulor

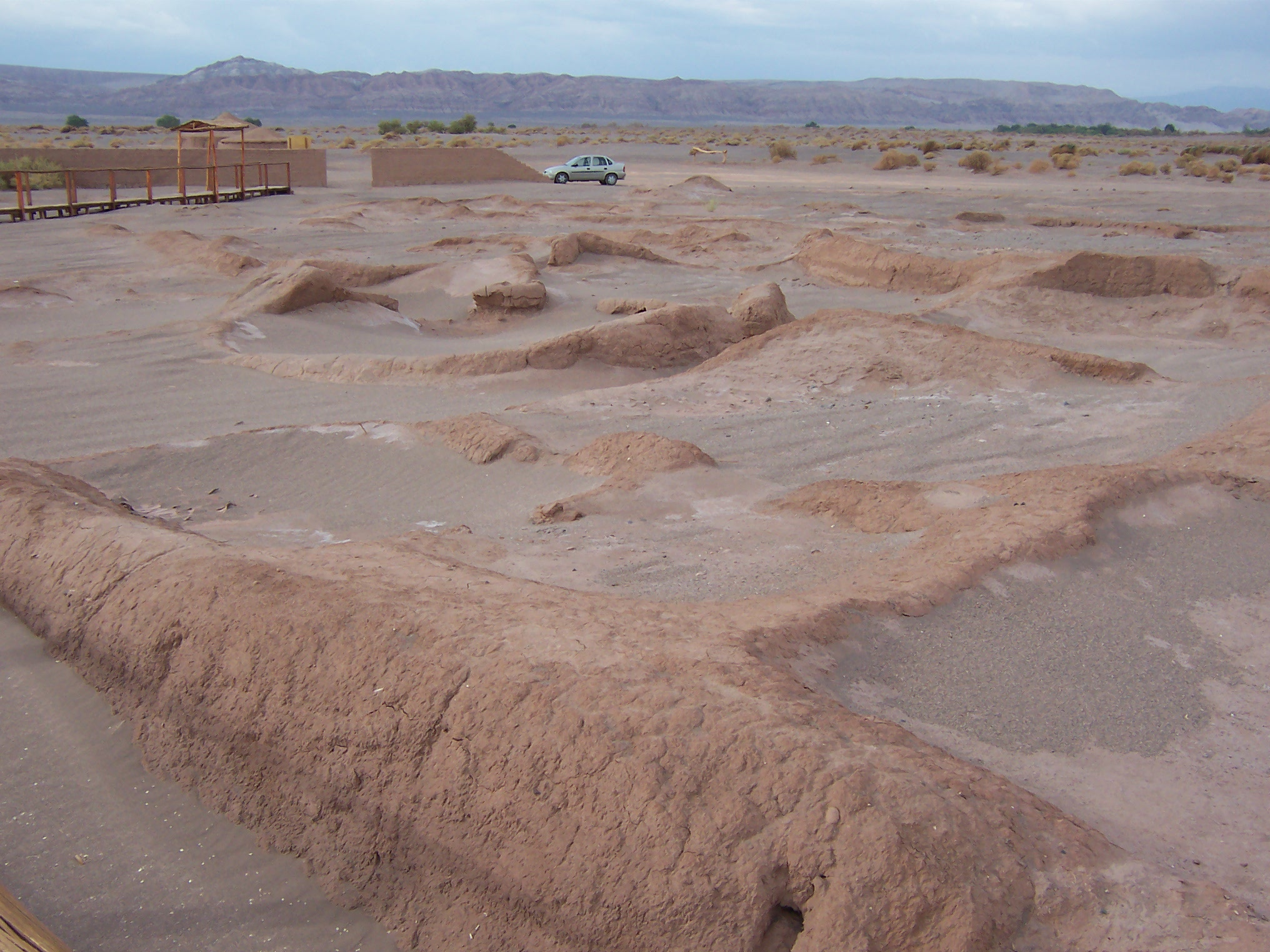
Aldea de Tulor.

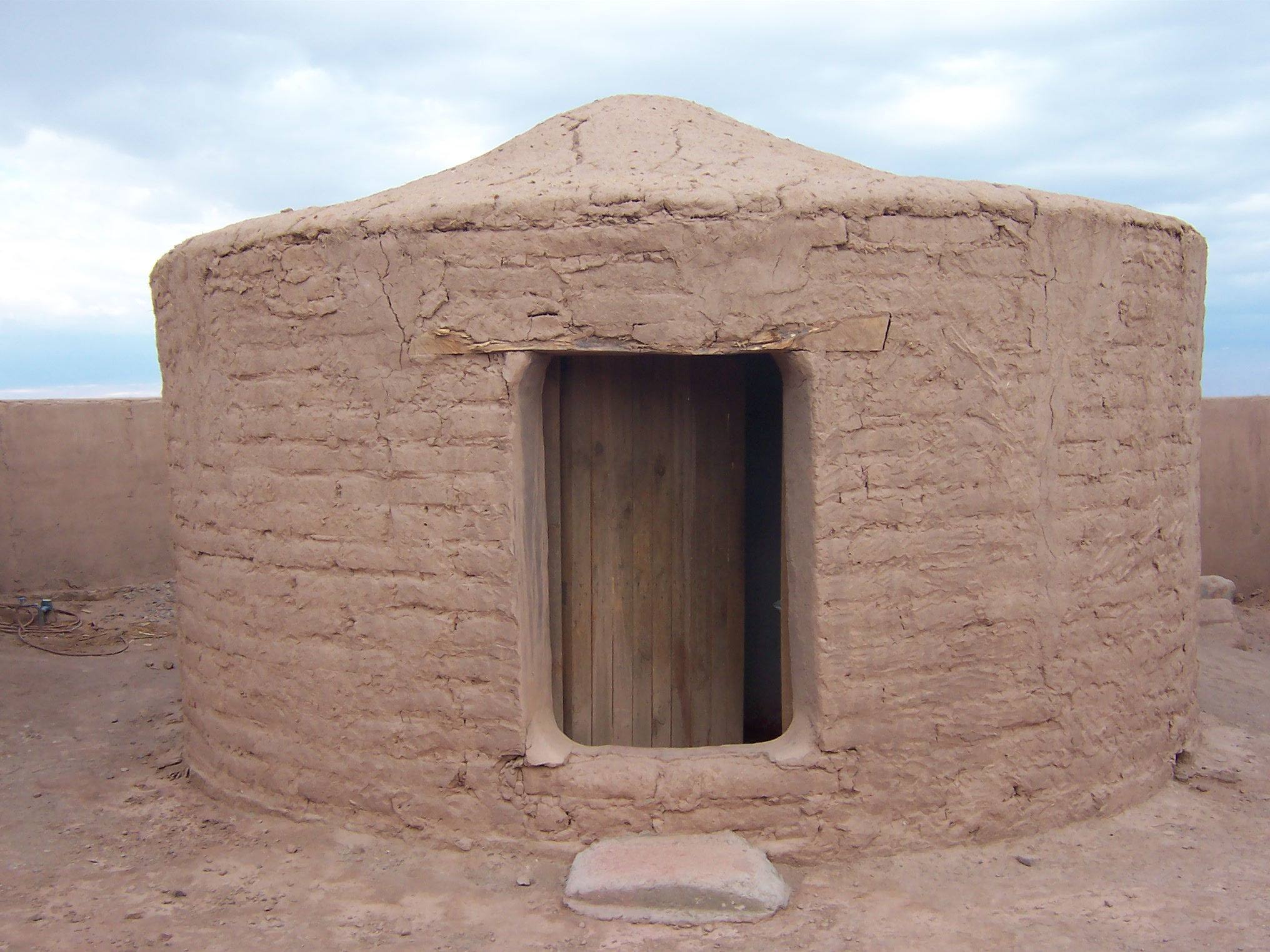
Habitación en Tulor.

La Aldea de Tulor es uno de los sitios arqueológicos sedentarios más antiguos del norte de Chile, situado a unos 7,7 km al suroeste de San Pedro de Atacama, entre la emblemática Cordillera de la Sal y las dunas de arena que evidencian la progresiva desecación de este entorno. Los primeros restos fueron encontrados en 1956 por el padre jesuita Gustavo Le Paige. Las excavaciones continuaron en 1980 por parte de la arqueóloga Ana María Barón. 
Ubicada entre el aillu de Tulor y el de Coyo, la Aldea está compuesta por una serie de estructuras circulares interconectadas entre sí y que poseían diversos usos y funciones de acuerdo a las actividades cotidianas que se desarrollaban en su interior. Su arquitectura comparte muchas similitudes con la observada entre las culturas precolombinas de los Andes: Centro-Sur: Bolivia (Wankarani), Valles Occidentales (Guatacondo, Caserones) y Noreste Argentino (Potrero Grande, Campo Colorado).
En esta aldea se produce la consolidación de un nuevo modo de vida más productor que depredador de los recursos naturales del entorno, lo que se complementa a una milenaria tradición de pastoralismo. Las aguas del río San Pedro, que en esa época desaguaban naturalmente en las inmediaciones del sitio, permitieron el desarrollo de las prácticas agrícolas, lo que deriva en una vida más sedentaria y en la transformación social de la comunidad que habitó en este conglomerado habitacional, surgiendo como consecuencia de ello la estratificación del grupo social.
El intenso comercio e intercambio de productos llevado a cabo por habitantes de Tulor se grafica claramente en los desechos arqueológicos que son posibles de observar hoy en día: gran cantidad de cuentas hechas en conchas del Pacífico, cerámicas intrusivas (estilo Vaquerías) y otros bienes culturales que reflejan el alto grado de movilidad articulado por estas poblaciones y su importante rol de intermediadores entre las culturas del sector (Área Centro-Sur Andina). Es por esto que esta aldea, durante el inicio de la era cristiana, debió haberse constituido en un importante puerto de tráfico e intercambio de bienes que a través del Caravaneo de Llamas permitía integrar un amplio territorio (Altiplano, Puna, Desierto de Atacama y Costa), hoy enclavado en las cercanías del depósito salino más grande del de Chile: El Salar de Atacama.
Los materiales arqueológicos recuperados en este sitio dan cuenta del significativo intercambio cultural, explicado en torno a las estrategias económicas articuladas por estas poblaciones precolombinas y se expresan en diversos soportes materiales como la arcilla, la madera, el hueso, el cuero y los textiles.
La cerámica presente en el sitio habitacional se vincula a prácticas cotidianas de preparación de alimentos y transporte de líquidos destacando principalmente los tipos grises pulidos gruesos o alisados. También se encuentran los fragmentos de los clásicos ejemplares definidos como negro pulidos y que permiten conjeturar la ocupación del sitio hasta el siglo V d. C. momento en el cual irrumpen las influencias culturales del Estado de Tiwanaku proveniente del Lago Titikaka (actual Bolivia), que aún no han sido detectados en Tulor.
La Aldea de Tulor, y los sitios arqueológicos que la componen, están siendo testigos de los efectos acumulativos de los cambios climáticos que se han desarrollado durante estos últimos dos mil años.
El avance de la duna de arena que a ritmo silencioso, pero no menos efectivo, conjugado con los efectos de la lluvia y el viento, han constituido los factores responsables del actual estado de conservación del sitio, a los que se suman los causados por la presencia humana. En 2005, el programa World Monuments Watch declaró a la aldea como uno de los 100 sitios arqueológicos más amenazados del mundo.
Hoy en día, la Aldea de Tulor constituye la primera experiencia en Chile de traspaso y manejo de un bien patrimonial cultural a una organización indígena, que a lo largo de los años ha dado claros signos de confiabilidad y autosustentabilidad, proceso que ha sido reconocido públicamente por el Estado de Chile, durante el año 2002, al concederle a la comunidad Atacameña de Coyo el Premio a la Conservación de los Monumentos Nacionales. Lo anterior se desarrolla en el marco de una alianza estratégica en la que participan la Comunidad Indígena de Coyo, la Corporación Nacional Forestal (CONAF), el Consejo de Monumentos Nacionales (CMN) y la Corporación Nacional de Desarrollo Indígena (CONADI) tendientes a fomentar la protección y puesta en valor de esta milenaria Aldea precolombina.